# Rafael Hernández León
Rafael Hernández León (Cagua, Estado Aragua, Venezuela, 8 de noviembre de 1856 - Ibídem, 2 de junio de 1928) fue un compositor, músico y docente venezolano.

## Biografía
Fue hijo del matrimonio de Manuel Francisco Hernández Muñoz y Elena León Ojeda de Hernández. A los pocos meses de nacido, muere su padre y queda al cuidado de su tío, el presbítero Juan Ramón Hernández Muñoz. En 1870, recibe clases de música en el Seminario de Caracas y destaca por su voz de barítono. Posteriormente, es nombrado maestro de capilla de los templos de San José de Cagua y San Luis Rey de Villa de Cura.
Contrajo matrimonio con  María Enriqueta Pérez Guanches, de cuya unión nacieron cinco hijos: Manuel Francisco, Enrique, Rafael, Jesús María y Víctor Ángel, educados musicalmente por él. Se dedica a la enseñanza y explora el campo de la inventiva construyendo un órgano de viento para la Iglesia Parroquial del Tinaco. Su vocación para enseñar lo motivó a escribir dos obras: “La lectura silábica”, adelantándose por años en nuevos métodos para la enseñanza de la lectura. A su segunda obra la denominó "Aritmética Elemental". En 1901, fue nombrado Director de la Escuela Federal N.º 25 de Cagua.
El 12 de abril del año 1881, realiza la instalación de la Sociedad Religiosa de Jesús Crucificado de Cagua siendo nombrado Presidente durante el acto realizado ese día. De igual manera, el 19 de abril de 1919 reinstala la Sociedad Religiosa Sagrado Sepulcro de Cagua siendo nombrado Presidente durante el acto realizado ese día. La Sociedad Religiosa del Sagrado Sepulcro había perdido continuidad desde el año 1881, fecha en que había sido instalada por su tío, el presbítero Juan Ramón Hernández Muñoz.
Como compositor cultivó los géneros clásico y popular. Entre sus obras se encuentran: Libera me, Domine, Misa de Réquiem, Misa Fúnebre “A mi Madre”, Misa al Espíritu Santo, Himno al Dios de los Tiempos, Ave María, Motete a la Virgen, Tantum Ergo N.º 5,6 y 7. También compuso marchas de corte religioso tales como Jerusalén, La Crucifixión de Jesús, Corona de Inmortales, El Calvario, El Huerto de los Olivos, Jesús en el Pretorio, Gethsemani, Gratitud, La Samaritana, Crucifixión, María Magdalena, María al Pie de la Cruz y Miserere (dedicado a su hijo Víctor Ángel). Entre sus obras populares destacan los valses: Diamantes Negros, Así es Marina, Pensamiento y Crepuscular.
Debido a su admiración por el prócer de la Independencia Antonio José de Sucre, Gran Mariscal de Ayacucho, compuso la obertura “Ayacucho” estrenada por la Banda Marcial de Caracas, dirigida por el músico Pedro Elías Gutiérrez el 9 de diciembre de 1924, con motivo del Centenario de la Batalla de Ayacucho. También compuso “Aves de Berruecos”, en recuerdo del asesinato del Mariscal Sucre.
A raíz del triunfo de la Revolución Legalista es nombrado Secretario de la Jefatura Civil y Militar de la zona de Maracay. El gobierno del General Cipriano Castro le otorga el Diploma de Maestro de Instrucción Pública. En 1913 aceptó la denominación de Concejal del Distrito Mariño en representación del Municipio Cagua. En el ejercicio del cargo, elaboró un plano de lineamiento de la Plaza de Cagua. El entonces Presidente del estado Aragua, decretó su construcción y ese le asignó como nombre el del Mariscal Sucre. Él en persona sembró los chaguaramos que por muchos años adornaron los jardines de la plaza.
Fundó en Cagua una botica que denominó Independencia en la cual se expendían medicinas a precios populares. A la par dirigió un medio informativo que llamó La mano del Mortero. A través de este periódico, logró la cooperación de muchos coterráneos para fundar una escuela gratuita de adultos que denominaron Independencia.
El 2 de junio de 1928, muere acompañado de su esposa e hijos.